# Agra, Indija
Agra (hindustansko: [ˈaːgraː] ()) je mesto na bregovih reke Jamuna v indijski zvezni državi Utar Pradeš, približno 230 kilometrov jugovzhodno od nacionalne prestolnice Delhi in 330 km zahodno od glavnega mesta Lucknowa. S približno 1,6 milijona prebivalcev je Agra četrto najbolj naseljeno mesto v Utar Pradešu in triindvajseto najbolj naseljeno mesto v Indiji.
Pomembno zgodovinsko obdobje Agre se je začelo med vladavino Sikandar Lodija, vendar se je zlata doba mesta začela z Moguli. Agra je bila najpomembnejše mesto Indijske podceline in prestolnica Mogulskega cesarstva pod mogulskimi cesarji Baburjem, Humajunom, Akbarjem, Džahangirjem in Šah Džahanom. Pod mogulsko vladavino je Agra postala središče učenja, umetnosti, trgovine in vere ter videla gradnjo trdnjave Agra, Sikandre in najbolj cenjenega spomenika Agre, Tadž Mahala, ki ga je zgradil Šah Džahan kot mavzolej za svojo najljubšo cesarico. S propadom Mogulskega cesarstva v poznem 18. stoletju je mesto zaporedoma pripadlo najprej Maratom in kasneje Vzhodnoindijski družbi. Po osamosvojitvi se je Agra razvila v industrijsko mesto s cvetočo turistično industrijo, skupaj s proizvodnjo obutve, usnja in drugo. Tadž Mahal in utrdba Agra sta Unescova svetovna dediščina. Mesto odlikujejo mile zime, vroča in suha poletja ter sezona monsunov in je znano po mogulski kuhinji. Agra je vključena v turistični krog zlatega trikotnika, skupaj z Delhijem in Džaipurjem; in Utar Pradeš Heritage Arc, turistični krog Utar Pradeš, skupaj z Lucknowom in Varanasijem.

## Ime
Ime Agra je razloženo z različnimi izpeljavami, ki so vse slabo preverljive. Najbolj sprejeto je, da izvira iz hindujske besede agar, kar pomeni 'solnica', ime pa je dobilo, ker je zemlja v regiji brakična (delno slana) in so nekoč tukaj pridobivali sol z izhlapevanjem. Drugi  črpajo iz hindujske zgodovine in trdijo, da je sanskrtska beseda agra (अग्र), ki pomeni prvi od mnogih nasadov in majhnih gozdov, kjer se je Krišna zabaval z gopijami iz Vrindavana. Izraz Agravana torej pomeni gozd.
Agra je bila v mogulski dobi znana tudi kot Akbarabad. Ime je skoval cesar Šah Džahan v čast svojega dedka Akbarja.

## Zgodovina

### Predmogulsko obdobje
Agra ima dve zgodovini: eno o starodavnem mestu na vzhodnem ali levem bregu reke Jamuna, ki sega tako daleč nazaj, da se je izgubilo v legendah o Krišni in Mahabharati, Sikandar Lodhi pa ga je ponovno vzpostavil v letih 1504–1505; drugi del sodobnega mesta, ki ga je leta 1558 ustanovil Akbar na desnem bregu reke, ki je povezana z Moguli, in je po vsem svetu znano kot mesto Tadž. Od starodavne Agre je ostalo malo, razen nekaj sledi temeljev. Bilo je pomembno mesto pod različnimi hindujskimi dinastijami pred muslimanskimi vpadi v Indijo, vendar je njena zgodovina nejasna in ima malo zgodovinskega pomena. Kronist iz 17. stoletja po imenu Abdhullah je rekel, da je bila to vas pred vladavino Sikandar Lodija. Kralj Mathure je utrdbo Agra uporabljal kot zapor. Poslabšanje statusa mesta je bilo posledica uničenja, ki ga je povzročil Mahmud iz Gaznija. Masud Sa'd Salman trdi, da je bil tam, ko je Mahmud napadel Agro, in trdi, da se je Radža Džapal predal, potem ko je videl nočno moro. Vendar Mahmud nadaljuje z ropanjem mesta.
Zgodovinsko pomembno obdobje Agre se je začelo med vladavino Sikandarja Lodija. V letih 1504–1505 je sultan Sikandar Lodi (vladal 1489–1517), afganistanski vladar Delhijskega sultanata, obnovil Agro in jo postavil za sedež vlade. Sikandar Lodhi je imenoval komisijo, ki je pregledala in raziskala obe strani Jamune od Delhija do Etavaha in končno izbrala mesto na levem bregu ali vzhodni strani Jamune kot prostor za mesto. Agra na levem bregu Jamune je zrasla v veliko cvetoče mesto s kraljevo prisotnostjo, uradniki, trgovci, učenjaki, teologi in umetniki. Mesto je postalo eno najpomembnejših središč islamskega učenja v Indiji. Sultan je ustanovil vas Sikandra v severnem predmestju mesta in leta 1495 tam zgradil Baradari iz rdečega peščenjaka, ki ga je Džahangir spremenil v grobnico in zdaj stoji kot grobnica Mariam-uz-Zamani, Akbarjeve cesarice.
Po sultanovi smrti leta 1517 je mesto prešlo v last njegovega sina, sultana Ibrahima Lodija (vladal 1517–26). Svojemu sultanatu je vladal iz Agre, dokler ga ni mogulski cesar Babur premagal in ubil v prvi bitki pri Panipatu leta 1526.

### Mogulsko obdobje
Zlata doba mesta se je začela z Moguli. Agra je bila največje mesto na podcelini in prestolnica Mogulskega cesarstva do leta 1658, ko je Aurangzeb celoten dvor preselil v Delhi.
Babur (vladal 1526–30), ustanovitelj Mogulske dinastije, je pridobil Agro po porazu Lodijev in Tomarov iz Gvaliorja v prvi bitki pri Panipatu leta 1526. Baburjeva povezava z Agro se je začela takoj po bitki pri Panipatu. Naprej je poslal svojega sina Humajuna, ki je brez nasprotovanja zasedel mesto. Radža iz Gvaliorja, ubit v Panipatu, je zapustil svojo družino in vodje svojega klana v Agri. V zahvalo Humajunu, ki je velikodušno ravnal z njimi in jih zaščitil pred ropanjem, so mu v znak spoštovanja poklonili veliko draguljev in dragih kamnov. Med njimi je bil slavni diamant Koh-i-Noor. Babur je nato uredil prvi formalni mogulski vrt v Indiji, Aram Bagh (ali Vrt sprostitve) na bregovih reke Jamuna. Babur je bil odločen ustanoviti sedež svoje vlade v Agri, vendar ga je skoraj odvrnil opustošen videz regije, kot je razvidno iz naslednjega citata iz njegovih spominov Baburnama:
Vedno se mi zdi, da je ena glavnih pomanjkljivosti Hindustana pomanjkanje umetnih vodotokov. Nameraval sem zgraditi vodna kolesa, ustvariti umetni potok in urediti elegantno in redno načrtovano igrišče za razvedrilo. Kmalu po prihodu v Agro sem šel mimo Jamune s tem predmetom v pogledu in pregledal deželo, da bi našel primerno mesto za vrt. Vse skupaj je bilo tako grdo in gnusno, da sem se z reke vrnil s precej odpora in z gnusom. Zaradi pomanjkanja lepote in neprijetnega videza dežele sem opustil svojo namero, da bi naredil čarbagh (vrtni paviljon); toda ker v bližini Agre ni bilo nič boljšega, sem bil končno prisiljen izkoristiti to isto mesto po najboljših močeh .... V vsakem kotu sem zasadil primerne vrtove, na vsakem vrtu sem redno sejal vrtnice in narcise ter v gredice, ki ustrezajo vsaki drugo. V Hindustanu so nas jezile tri stvari; eno je bila njegova vročina, drugo močni vetrovi in tretje prah. Kopeli so bile sredstvo za odpravo vseh treh nevšečnosti.— Babur, Baburnama
Od Baburjevega mesta, njegovih sadnih in cvetličnih vrtov, palač, kopališč, rezervoarjev, vodnjakov in vodnih tokov je ostalo zelo malo ostankov. Ostanke Baburjevega čarbagha je danes mogoče videti v Aram Baghu, na vzhodni strani Jamune. Baburju je sledil njegov sin Humajun (vladal 1530–40 in 1555–56), vendar ga je pri Kanauju leta 1539, le devet let po njegovem vnebovzetju, povsem premagal Šer Šah Suri, afganistanski plemič, ki se je podredil Baburju, vendar se je uprl njegovemu sinu. V tej kratki prekinitvi mogulske vladavine med letoma 1540 in 1556 je Šer Šah Suri ustanovil kratkotrajno cesarstvo Sur, regijo pa je na koncu ponovno osvojil Akbar v drugi bitki pri Panipatu leta 1556.
Pod Akbarjem (vladal 1556–1605), ki mu je sledil njegov vnuk Šah Džahan, je bila Agra ovekovečena v svetovni zgodovini. Akbar je zgradil moderno mesto Agra na desnem bregu Jamune, kjer še vedno leži večina njegovega dela. Mesto je spremenil v veliko središče političnega, kulturnega in gospodarskega pomena ter ga povezal z različnimi deli svojega obsežnega imperija. Akbar je postavil visoko obzidje trdnjave Agra, poleg tega pa je Agra postala središče učenja, umetnosti, trgovine in vere. Akbar je zgradil tudi novo glavno mesto Fatehpur Sikri, približno 35 km od Agre. Novo glavno mesto je bilo kasneje opuščeno. Pred njegovo smrtjo je Agra verjetno postala eno največjih mest na vzhodu, z ogromnimi količinami trgovine, ki se je odvijala prek njenih bazarjev. Angleški popotnik Ralph Fitch, ki je obiskal Agro septembra 1585 v času življenja Akbarja, piše o mestu:
Agra je zelo veliko in naseljeno mesto, zgrajeno iz kamna, ima lepe in velike ulice, ob katerih teče lepa reka. . . . Agra in Fatehpur Sikri sta dve zelo veliki mesti, obe sta veliko večji od Londona in zelo naseljeni. Med Agro in Fatehpurjem je dvanajst milj (v resnici kos) in vsa pot je trg živil in drugih stvari, tako poln, kot da bi bil človek še v mestu, in toliko ljudi, kot da bi bil človek na trgu.
Te vtise o Fitchu potrjuje drug evropski popotnik, William Finch, ki je o Agri pripomnil:
Je prostorna, velika, nadvse obljudena, da komaj greste mimo ulice. . . .
Agra se je še naprej širila in cvetela med vladavino Akbarjevega naslednika Džahangirja, kot je zapisal v svoji avtobiografiji Tuzuk-e-Džahangiri:
Naseljeni del Agre se razprostira na obeh straneh reke. Na njeni zahodni strani, ki je bolj naseljena, obsega sedem kos, širina pa en kos. Obseg naseljenega dela na drugi strani reke, strani proti vzhodu, je 21⁄2 kosa, njena dolžina je en kos, njegova širina pa pol kosa. Toda po številu svojih stavb je enako več mestom Iraka, Khurasan in Trans-Oxiana skupaj. Marsikdo si je v njem postavil tri- ali štirinadstropne stavbe. Množica ljudi je tako velika, da je gibanje po ulicah in bazarjih težko.
Akbarjev naslednik Džahangir (vladal 1605–27) je imel rad floro in favno in je v Rdeči trdnjavi postavil veliko vrtov. Akbarjev mavzolej v Sikandri je bil dokončan med DŽahangirjevo vladavino. Zgrajena sta bila tudi Džahangiri Mahal v utrdbi Agra in grobnica Itmad-ud-daulaha. Džahangirju sta bila bolj všeč Lahore in Kašmir kot Agra, vendar je bila slednja še naprej prvo mesto cesarstva. Šah Džahan (vladal 1628–58) je bil tisti, čigar gradbena dejavnost je Agro dvignila na vrhunec njene slave. Šah znan po svojem velikem zanimanju za arhitekturo, je Agri dal njen najbolj cenjen spomenik, Tadž Mahal. Mavzolej, zgrajen v ljubeč spomin na njegovo ženo Mumtaz Mahal, je bil dokončan leta 1653. Petkova mošeja in več drugih pomembnih stavb, kot so Divan-i-Am, Divan-i-Khas, mošeja Moti itd., znotraj utrdbe so bili načrtovani in izvedeni po njegovem ukazu.
Šah Džahan je pozneje leta 1648 preselil prestolnico v Šahdžahanabad (danes znan kot Delhi), čemur je sledil njegov sin Aurangzeb (vladal 1658–1707), ki je leta 1658 preselil celoten dvor v Delhi. S tem je Agra hitro začela nazadovati. Kljub temu je kulturni in strateški pomen Agre ostal nespremenjen in v uradni korespondenci se je še naprej omenjala kot druga prestolnica cesarstva.

### Kasnejša obdobja
Propad Mogulskega cesarstva je povzročil nastanek več regionalnih kraljestev in v poznem 18. stoletju je nadzor nad mestom zaporedoma padel v roke Džatov, Maratov, Mogulov, vladarja Gvaliorja in končno Britanske vzhodnoindijske družbe. Džati iz Bharatpurja so vodili številne vojne proti mogulskemu Delhiju in v 17. in 18. stoletju izvedli številne akcije na mogulskih ozemljih, vključno z Agro. Po zatonu Mogulskega cesarstva je mesto prišlo pod vpliv druge sile, Maratov, preden je leta 1803 padlo v roke Britanske vzhodnoindijske družbe. V letih 1834–1836 je bila Agra glavno mesto kratkotrajnega predsedstva Agre, ki ga je upravljal guverner. Takrat je bil od leta 1836 do 1858 glavno mesto severozahodne province, ki ga je vodil namestnik guvernerja. Agra je bila eno od središč indijskega upora leta 1857.
Med indijskim uporom leta 1857, ko je bila oblast Vzhodnoindijske družbe v mnogih delih Indije ogrožena, je 14. maja novica o uporu v Meerutu dosegla Agro. 30. maja so se nekatere čete 44. in 67. domorodne pehote, poslane v Mathuro, da prinesejo zakladnico, uprle in odnesle zakladnico upornikom v Delhi. Zaradi strahu, da bi se upor razširil tudi na Agro, so Britanci 31. maja uspešno razorožili preostale bataljone domače pehote, ki so bili del garnizona v Agri. Ko pa se je 15. junija kontingent Gvalior uprl, so mu sledile vse druge domorodne enote. 2. julija so uporniške sile kontingentov Nimač in Nasirabad dosegle Fatehpur Sikri. Zaradi strahu pred napredovanjem upornikov v Agri se je 3. julija okoli 6000 Evropejcev in povezanih ljudi preselilo v trdnjavo Agra zaradi varnosti. 5. julija so britanske sile, ki so bile tam nameščene, poskušale napasti bližajoče se sile upornikov, vendar so bile poražene in Britanci so se umaknili nazaj v utrdbo. Nadomestni guverner, J. R. Colvin, je tam umrl in bil kasneje pokopan pred Divan-i-am. Uporniki pa so se preselili v Delhi, ki je bil pomembnejša atrakcija za upornike. Kljub uporu drhal in skrajnemu neredu v mestu je Britancem do 8. julija uspelo vzpostaviti delni red. Delhi  je septembra padel v roke Britancev, po čemer je pehotna brigada pod vodstvom brigadirja Edwarda Greatheda 11. oktobra prispela v Agro brez kakršnega koli nasprotovanja upornikov. Toda kmalu po njihovem prihodu je druga sila upornikov presenetila brigado, a je bila poražena. Ta manjša zmaga Britancev je bila imenovana bitka pri Agri. Povedati je treba, da je bila vstaja v Agri razmeroma majhna v primerjavi z Delhijem, Džhansijem, Meerutom in drugimi večjimi uporniškimi mesti in regijami. Po tem je bila britanska vladavina ponovno zagotovljena in Britanski Raj je mestu vladal do neodvisnosti Indije leta 1947. Glavno mesto severozahodnih provinc je bilo leta 1858 premaknjeno iz Agre v Alahabad. Postopoma je Agra padla na položaj zgolj provincialnega mesta in njena blaginja je padla:
Toda v gospodarstvu uprave Britanske Indije Agra ni nič drugega kot okrožno mesto; njegova velikost, razsežnosti in mnogotere dejavnosti so se znižale na sedanje potrebe in nadaljnje življenje v tem mestu ne presega povprečja monotonega muffasilskega življenja v Indiji, ki so ga tako pogosto in tako živo opisovali mnogi nadarjeni angleško-indijski pisci. Agra je v zadnjih letih postala veliko železniško središče in zdi se, da njena komercialna blaginja oživlja.— Agra by 1892, as described by S.C. Mukerji, Traveller's Guide to Agra, pp 55-56
Vloga Agre v indijskem gibanju za neodvisnost ni dobro dokumentirana. Vendar pa je bila v letih med uporom in neodvisnostjo Agra glavno središče hindujskega in urdujskega novinarstva. Palival park (prej Hewitt park) v Agri je poimenovan po S.K.D. Palivalu, ki je izdal hindujski dnevnik Sainik.

### Po osamosvojitvi in mogulska zapuščina
Po osamosvojitvi Indije je bila Agra del Utar Pradeša in se je postopoma razvila v industrijsko mesto, ki je pomembno prispevalo h gospodarstvu dežele. Mesto je zdaj priljubljena turistična destinacija in gosti turiste z vsega sveta. Tadž Mahal in utrdba Agra sta leta 1983 prejela Unescov status svetovne dediščine. Tadž Mahal je vse leto priča množicam turistov, fotografov, zgodovinarjev in arheologov. Tadž Mahal je postal simbol Indije. Po osamosvojitvi so Tadž Mahal obiskali svetovni voditelji, kot so predsedniki ZDA Dwight D. Eisenhower (1959), Bill Clinton (2000) in Donald Trump (2020). Britanska kraljica Elizabeta II. je leta 1961 med obiskom v Indiji obiskala Tadž Mahal. Obiskali so ga tudi ruski predsednik Vladimir Putin (1999), kitajski predsednik Hu Jintao (2006), izraelski premier Benjamin Netanyahu (2018) in kanadski premier Justin Trudeau (2018). Agra je rojstni kraj zdaj izumrle religije, znane kotDin-i-Ilahi, ki jo je ustanovil Akbar, in tudi vere Radhasvami, ki ima okoli dva milijona privržencev po vsem svetu. Agra je vključena v turistični krog Zlatega trikotnika, skupaj z Delhijem in Džaipurjem; in Uttar Pradesh Heritage Arc, turistični krog Uttar Pradesh, skupaj z Lucknowom in Varanasijem.

## Geografija
Regija okoli Agre je skoraj v celoti sestavljena iz ravnine s hribi na skrajnem jugozahodu. Reke v regiji so Jamuna in Čambal in kanal Agra. Proso, ječmen, pšenica in bombaž so med pridelki, ki se gojijo v okolici. Zapuščeno mesto Fatehpur Sikri je približno 40 km jugozahodno od Agre. Griči iz peščenjaka blizu Fatehpur Sikrija in na jugovzhodnih mejah okrožja so odcepi pogorja Vindhya v osrednji Indiji. Agra je približno 210 km oddaljena od glavnega mesta New Delhija (prek hitre ceste Jamuna), približno 336 km od glavnega mesta Lucknowa (prek hitre ceste Agra-Lucknow) in približno 227 km od Kanpurja (prek hitre ceste Agra-Lucknow). Mesto ima povprečno nadmorsko višino 170 metrov.

### Podnebje
Na splošno je podnebje Agre klasificirano kot BSh po sistemu klasifikacije podnebja Köppen-Geiger. To je tropsko in subtropsko stepsko podnebje, glavni tip podnebja po Köppnovi klasifikaciji, ki se pojavlja predvsem na obrobju pravih puščav v regijah z nizko zemljepisno širino in tvori prehod med puščavskim podnebjem (BW) in bolj vlažnim subtropskim in tropskim podnebjem.
Mesto odlikujejo tople zime, vroča in suha poletja ter monsunska sezona. Okrožje Agra, od bližine peščene puščave Thar na zahodu, je razmeroma suho in ima večje ekstremne temperature kot okrožja bolj vzhodno. Vroči zahodni veter Loo piha večinoma aprila, maja in junija z veliko močjo in lahko povzroči smrtonosne vročinske udare. 29. aprila 2022 je Agra zabeležila najvišjo temperaturo v aprilu, in sicer 47,3 °C.] Monsunsko deževje se običajno začne prvi teden v juliju; in se običajno konča sredi septembra. Vendar pa monsuni, čeprav so v Agri precejšnji, niso tako močni kot monsuni v drugih delih Indije. Sredi oktobra se vreme umiri. Območje okoli Agre, severozahodne Indo-Gangeške nižine, je v zimskih mesecih nagnjeno k ekstremni megli, ki je posledica naravnih dejavnikov, kot so šibki vetrovi, nizke temperature, razpoložljivost vlage poleg onesnaženosti zraka. Ta pojav pogosto vodi do velikih zamud in včasih do odpovedi vlakov zaradi slabe vidljivosti. Agra ima visoko stopnjo onesnaženosti zraka in enega najslabših AQI v Indiji. V študiji, ki jo je izvedla WHO z uporabo podatkov iz let 2010–2016, je bila Agra uvrščena med 8. najbolj onesnaženo mesto v Indiji, skupaj z drugimi bližnjimi mesti, vključno z Delhijem, Kanpurjem in Faridabadom.

### Okolje
Tadž Mahal se je soočil s precejšnjo škodo zaradi onesnaženosti zraka in izpusta odplak v bližnjo reko Jamuna. Tadž Mahal iz belega marmorja postaja rumen in zelen zaradi umazanega zraka v osmem najbolj onesnaženem mestu na svetu. Obdajajo ga smeti posejane v reki Jamuna in je pogosto obdan s prahom in smogom iz dimnikov in vozil.
Reka Jamuna je ena najbolj onesnaženih rek na svetu. Agra je za Delhijem drugi največji povzročitelj onesnaženja reke Jamuna. Onesnaženje reke je Tadž Mahalu povzročilo več težav, kot so 'napadi hroščev in njihove zelene sluzi', neprijeten smrad in korozija temeljev Tadž Mahala. Reka ima kar 90 nalov ali odtokov, ki se odpirajo vanjo. Čeprav je občina trdila, da je ustavila 40 teh odtokov, večji, Bhairon, Mantola, Balkeshwar nalas, še naprej izpuščajo ogromne količine neprečiščene odpadne vode brez kakršnega koli preverjanja. Aktivisti pravijo, da je struga reke Jamuna med Itmad-ud-Daulo in Tadž Mahalom postala odlagališče onesnaževal. Polietilen, plastični odpadki, usnjeni odrezki iz tovarn čevljev, gradbeni material se vrže v reko.
Manj kot 7 % okrožja Agra je pod gozdom. Edino večje zatočišče za divje živali v bližini Agre je jezero Keetham, znano tudi kot rezervat za ptice Sur Sarovar. Ob jezeru živi skoraj dva ducata ptic selivk in ptic gnezdilk. Znotraj ptičjega zavetišča Sur Sarovar je reševalni center Agra Bear Rescue Facility, ki je prvo indijsko zatočišče za plešoče medvede. Objekt, ki ga upravljajo Wildlife SOS, Free the Bears Fund in drugi, je rehabilitiral več kot 620 medvedov šobarjev, ki jih je nomadsko pleme, znano kot Kalandarji, izkoriščalo kot plešoče medvede, čeprav je bila praksa nezakonita od leta 1972.

## Demografija
S približno 1,6 milijona prebivalcev je Agra četrto najbolj naseljeno mesto v Utar Pradešu in triindvajseto najbolj naseljeno mesto v Indiji.] Po popisu prebivalstva v Indiji leta 2011 ima mesto Agra 1.585.704 prebivalcev; njegovo metropolitansko območje pa 1.760.285. Razmerje med spoloma v mestu Agra je 875 žensk na 1000 moških, medtem ko je razmerje med spoloma otrok 857 deklic na 1000 fantov. Povprečna stopnja pismenosti v mestu Agra je 73,11 %, od tega je stopnja pismenosti moških 77,81 % in žensk 67,74 %.
Hinduizem je najbolj razširjena vera v mestu Agra in obsega 80,68 % prebivalstva. Islam je druga najbolj priljubljena vera v mestu Agra, saj mu sledi 15,37 % prebivalstva. Sledijo džainizem, sikizem, krščanstvo in budizem z 1,04 %, 0,62 %, 0,42 % oziroma 0,19 %. Približno 1,66 % jih je izjavilo 'Brez določene vere'.

## Spomeniki in arhitektura

### Tadž Mahal
Tadž Mahal je kompleks mavzolejev v Agri, ki ga je mogolski cesar Šah Džahan zgradil kot grobnico za svojo ženo Mumtaz Mahal ('Izbranka palače'), ki je umrla pri porodu leta 1631 in je bila cesarjev neločljiv spremljevalec od njune poroke leta 1612. Najbolj znana stavba v Indiji. Stoji v vzhodnem delu mesta na južnem (desnem) bregu reke Jamune, približno 1,6 km vzhodno od utrdbe Agra, prav tako na desnem bregu reke Jamune. Tadž Mahal velja za najboljši primer mogulske arhitekture, mešanice indijskega, perzijskega in islamskega sloga. Druge zanimivosti sta dve mošeji (postavljeni sta simetrično na obeh straneh mavzoleja), prijetni vrtovi in muzej. Kompleks je bil leta 1983 vpisan na Unescov seznam svetovne dediščine in je eno od novih sedmih čudes sveta. Tadž Mahal je najbolj obiskana turistična točka v Indiji, ki je v letih 2018–2019 pritegnila skoraj 6,9 milijona obiskovalcev.

### Utrdba Agra
Utrdba Agra je velika trdnjava iz rdečega peščenjaka iz 16. stoletja, ki stoji ob reki Jamuna v Agri. Prvič ga je ustanovil mogulski cesar Akbar in je služil kot sedež kraljeve vlade, ko je bila Agra glavno mesto Mogulskega cesarstva, poleg tega pa je bila vojaška baza in kraljeva rezidenca. Utrdba Agra, ki jo je na mestu prejšnjih utrdb zgradil Islam Šah Suri (sin Šher Šaha Surija), leži na desnem bregu reke Jamuna in je povezana s Tadž Mahalom (dolvodno, okoli ovinka Jamune), ob delu parka. Utrdbo je leta 1565 naročil Akbar, gradnja pa je trajala približno osem let.
Kompleks zgradb v utrdbi - ki spominja na perzijsko in timuridsko arhitekturo, z velikim navdihom iz džainistične in hindujske arhitekture - tvori mesto v mestu.

### I'timād-ud-Daulahova grobnica
Nur Džahan je naročila I'timād-ud-Daulahovo grobnico, včasih imenovano Mali Tadž, za svojega očeta, Mirzo Ghijas Bega, glavnega ministra cesarja Džahangirja. Mavzolej, ki je na levem bregu reke Jamuna, je postavljen v velikem vrtu v obliki križa, prepredenem z vodnimi tokovi in sprehajalnimi potmi. Površina samega mavzoleja je približno 23 m² in je zgrajen na podlagi, ki je približno 50 m² in visoka približno 1 meter. Na vsakem vogalu so šesterokotni stolpi, visoki približno trinajst metrov. Majhna v primerjavi z mnogimi drugimi grobnicami iz mogulskega obdobja je včasih opisana kot škatla za dragulje. Zasnova vrta in uporaba belega marmorja, pietra dura, vložkov in rešetk nakazujejo številne elemente Tadž Mahala.
Stene so iz belega marmorja iz Radžastana, okrašene z okraski iz poldragih kamnov – karneol, jaspis, lapis lazuli, oniks in topaz v podobah cipres in vinskih steklenic ali bolj dovršeni okraski, kot je rezano sadje ali vaze s šopki. Svetloba prodira v notranjost skozi nežne zaslone džali iz zapleteno izrezljanega belega marmorja.

### Akbarjeva grobnica, Sikandra
Sikandra, zadnje počivališče mogulskega cesarja Akbarja Velikega, je ob cesti Delhi-Agra, približno 13 kilometrov od utrdbe Agra. Zunanjost štirinadstropne grobnice združuje marmor in peščenjak. Gradnja Sikandre se je začela med Akbarjevo vladavino, dokončal pa jo je njegov dedič in sin Džahangir leta 1613. Grobnica je postavljena sredi velikega vrta in je obdana s štirimi stenami z oporniki, od katerih ima vsaka velika vrata. Na grobnici je vpisanih 99 Alahovih imen. Grobnica je bila poškodovana na minaretih in drugih delih, ki so jo povzročili Džati iz Bharatpurja. Prostrane vrtove okoli Sikandre naseljuje več indijskih antilop (Antilope cervicapra), ki so v procesu selitve v safari park Etawah. Poleg Akbarjeve grobnice stoji grobnica Mariam-uz-Zamani, najljubše Akbarjeve žene.

### Drugi zanimivi kraji
Agra ima tudi več drugih zanimivosti, večinoma iz svoje mogulske preteklosti. Med drugim Petkova mošeja, Čini Ka Rauza, Aram Bagh, Mariamin grob in Mehtab Bagh. 
- Petkova mošeja je velika mošeja, ki jo pripisujejo hčerki šaha Džahana Džahanari Begum, zgrajena leta 1648 in je znana po nenavadni kupoli in odsotnosti minaretov.
- Čini Ka Rauza, znana po kupoli z modrimi glaziranimi ploščicami pod perzijskim vplivom, je posvečena predsedniku vlade Šah Džahana, Afzalu Khanu.
- Aram Bagh, danes splošno znan kot Ram Bagh, je eden najstarejših mogulskih vrtov v Indiji in ga je zgradil mogulski cesar Babur leta 1528 na bregu Jamune. Leži približno 2,3 km severno od Tadž Mahala. Prvotno ime vrtov je bilo Aram Bagh ali 'Vrt sprostitve' in tukaj je Babur preživljal svoj prosti čas.
- Grobnica Mariam-uz-Zamani je grobnica Mariam, najljubše žene cesarja Akbarja. Grobnica je v sklopu krščanske misijonske družbe.
- Mehtab Bagh ali 'Vrt mesečine' je na nasprotnem bregu reke Jamuna od Tadž Mahala.

Agra ima tudi bližnje zavetišče za ptice, jezero Keetham. Znano tudi kot ptičje zatočišče Sur Sarovar, in je v rezervatu Surdas Forest. V jezeru živi skoraj dva ducata ptic selivk in ptic gnezdilk.

## Pobratena mesta
Agra je pobratena z:
- Čengdu, Sečuan, Kitajska[46]
- Petra, Jordanija[47]
- Tempe, Arizona, ZDA[48]
- Samarkand, Uzbekistan[49]